# Fałdówka porostówka
Fałdówka porostówka (Eilema complana) – motyl z rodziny mrocznicowatych (Erebidae) i podrodziny niedźwiedziówkowatych (Arctiinae).

## Wygląd
Skrzydła mają rozpiętość od 3 do 4 cm. Przednie skrzydła są lśniąco szare i mają zółtozłocisty przedni brzeg. Motyle mają omarańczową głowę i kołnierz. Koniec odwłoka jest koloru żółtego.

## Stadia rozwojowe
Gąsienica jest silnie owłosiona. Jest szara z rzędami białych i pomarańczowych plamek. Z boku ciała posiada żółty pasek. Żerują na porostach.

## Występowanie
Ameryka Północna, Azja, Europa.